# قلعه اشباح (فیلم ۱۹۶۰)
قلعه اشباح (آلمانی: Das Spukschloß im Spessart) یک فیلم در ژانر کمدی به کارگردانی کورت هافمان است که در سال ۱۹۶۰ منتشر شد.
این فیلم در دومین جشنواره بین‌المللی فیلم مسکو برنده جایزه نقره‌ای بهترین فیلم شده‌است.

## بازیگران
- لیزلوته پولفر
- گئورگ تومالا
- هوبرت فون مایرینک
- هانس کلارین
- کورت بویس
- هانس ریشتر
- پاول اسر
- الزا واگنر
- هربرت هوبنر